# Brač
Brač (latinski: Bretia, Brattia; talijanski: Brazza, čakavski: Broč) je otok u Hrvatskoj u Jadranskom moru ispred Splita. S površinom od 395 km2, to je najveći otok Dalmacije i treći najveći otok Jadranskog mora.

## Zemljopisni položaj
Brač je najveći srednjodalmatinski otok. Dug je oko 40 km, a širok prosječno 12 km. S ukupnom površinom od 395 km² je treći otok po veličini na Jadranu. Od kopna je Bračkim kanalom (najveće dubine 78m) udaljen 6 do 13 km. Prema zapadu je od otoka Šolte odvojen Splitskim vratima, a prema jugu od otoka Hvara Hvarskim kanalom (dubine 91 m).
Otok je izgrađen od karbonatno-vapnenačkih stijena, a nastao je prije otprilike 100 milijuna godina u razdoblju krede, ali tek u holocenu postaje otok. Erozijom i taloženjem nastale su i druge vrste tla, tako da se danas sastoji od vapnenca, pješčenjaka, breča, gline i crvenice.
Najviši vrh je Vidova gora, inače i najviši vrh svih jadranskih otoka (778 m/nm).

## Klima
Klimu otoka uvjetuje njegov položaj, a odlikuje se svim karakteristikama mediteranske klime: topla i sušna ljeta te kratke i blage zime. Brač pripada najsunčanijem jadranskom području s oko 2700 sunčanih sati godišnje, negdje između Splita i Hvara. Prosječna zimska temperatura je 9 °C, a ljetna 25 °C. Snijeg u godini pada samo oko 2 dana i ne zadržava se više od 10 sati. Posljednje bure pušu u ožujku, u narodu poznate kao 3 marčanske bure. Ljeti gotovo svakodnevno puše maestral, poznatiji kao maeštral. Oborine su češće u unutrašnjosti otoka i na njegovoj istočnoj strani. Razlike u količini oborina sežu od 700 mm godišnjeg prosjeka za Sutivan, do 1400 mm za mjesto Dol. Prosječna temperatura mora je ljeti 24 °C, a zimi 14 °C. Budući da na otoku nema većeg naselja ili teške industrije, zagađenja gotovo da i nema.

## Ime
Porijeklo imena otoka Brača nije u znanosti potpuno utvrđeno. Pretpostavlja se da potječe od ilirskog brentos - jelen, jer su ga Grci zvali Elaphusa od elaphos - jelen. Rimski povjesničar Polibije naziva ga Bretia, Plinije Stariji Brattia, a u Antinojevom putopisu iz 4. stoljeća poslije Krista naziva se Bractia. Otok je ucrtan u Ptolomejevu kartu iz 2. stoljeća, kao i u tabulu Peutingerianu, kartu iz 4. st. (Brattia). Bizantski car Konstantin Porfirogenet ga u svom opisu carstva u 9. stoljeću naziva Barzo i kaže da su on i Hvar "najljepši i najplodniji" među jadranskim otocima.

## Stanovništvo
Prema popisu stanovništva iz 2011., Brač ima 14.434 stanovnika. U srednjem vijeku, kada staro ilirsko-rimsko stanovništvo postupno odumire, prevladava novo stanovništvo Neretvana i osobito Hrvata koji su danas većinski stanovnici otoka Brača. Najzastupljenije je čakavsko narječje u raznim svojim inačicama (čakavski, čokavski, cakavski, cokavski), a na krajnjem istoku otoka se govori štokavskim narječjem.
Prema podacima Jerolima Cornera, generalnoga providura, 1682. godine na Braču je bilo 5 222 stanovnika, od čega 1 688 muškaraca i 2 040 žena te 890 muške i 604 ženske djece. Pred padom Mletačke Republike 1796. taj broj se popeo na 10 988 stanovnika. Vrhunac naseljenosti zabilježen je 1900. kad je na otoku živjelo 24 000 ljudi.

## Povijest
Arheološka istraživanja su potvrdila postojanje ljudskih zajednica na otoku još u paleolitiku (spilja Kopačina između Supetra i Donjeg Humca). Začudo, nema potvrđenih nalaza iz neolitika. Kasnije, u brončanom i željeznom dobu, otok naseljavaju Iliri koji su uglavnom obitavali u unutrašnjosti otoka, a od kojih su nam sačuvane brojne gradine (najpoznatije su Rat kod Ložišća, Velo Gračišće kod Selaca i Koštilo kod Bola).
Iako je u 4. stoljeću pr. Kr. grčka kolonizacija zahvatila i jadranske otoke i obalu, nema naznake osnivanja grčkih kolonija na Braču. Grci su izgleda bili usputni posjetitelji na otoku i to na mjestu gdje je bila glavna postaja trgovine s Ilirima na Braču – Vičja luka kod Ložišća, gdje su nađeni grčki predmeti. Brač je bio na putu trgovcima koji su iz Isse plovili prema Saloni, a i onima koji su plovili prema dolini rijeke Po.
Nakon dugih borbi s Delmatima, Rimljani su 9. godine konačno slomili njihov otpor. Osniva se provincija Dalmacija čiji je glavni grad bila Salona. Vjerojatno zbog njene blizine, na Braču nije osnovano veće naselje, iako se dokazi rimske prisutnosti nalaze po cijelom otoku (villae rusticae, cisterne, pojila za stoku, tijesci za vino i ulje, sarkofazi, ostatci pristaništa – Splitska, Bol, uvala Lovrečina). Najveći je značaj za otok ipak imalo kamenarstvo. Bogati slojevi vapnenca su pogodovali razvoju ovog obrta, o čemu govore spomenici na širem području, posebice iz Salone i Aspalathosa. Najvažniji kamenolomi su bili Plate, Stražišće i Rasohe između Splitske i Škripa. Odatle se kamen dopremao u luku Splitsku, a zatim do gradilišta Salone i Dioklecijanove palače. O svemu ovome svjedoče brojni epigrafski spomenici na otoku.
Nakon što su Salonu razorili Avari i Slaveni, Brač postaje utočište salonitanskim prebjezima, a nedugo nakon toga i Slaveni počinju naseljavati otok. Prema tradiciji koja je trajala stoljećima, ti su izbjegli Salonitanci osnovali mjesto Škrip. Gledano politički, Brač je bio pod Bizantskim carstvom.
U 12. stoljeću Hrvatska je s dalmatinskim gradovima pripojena Ugarskoj, ali Brač još dugo zadržava političku samostalnost. Od 1268. do 1357., Bračani su priznavali mletačku vlast, a zatim ugarsko-hrvatsku, zadržavajući uvijek svoju komunalnu samoupravu i stare povlastice. Godine 1420. započinje dugotrajna mletačka uprava cijelom Dalmacijom s iznimkom Dubrovačke republike.
Do 13. stoljeća bračka se samouprava razvila do komunalne uprave s vlastitom organizacijom, upravnim službama i propisima. Na čelu komune stajao je knez koji se ranije birao medu otočkim plemićima, a kasnije ga je slala Venecija. Vrhovnu vlast, Veliko vijeće, sačinjavali su svi brački plemići. Uz njega je postojalo Malo vijeće i Vijeće mudrih. Sjedište komune bilo je u Nerežišćima. Uz Skup plemića sastajao se i Skup pučana koji je imao znatno manja prava.
Službeni jezik bio je latinski, ali svakodnevni hrvatski, kao što je svakodnevno Pismo i ono službenih isprava, bila hrvatska ćirilica, kojom je napisana i Povaljska listina 1184., najstarija i najvažnija sačuvana isprava srednjovjekovnog Brača.
Stanovništvo otoka bavilo se u srednjem vijeku stočarstvom, šumarstvom, poljoprivredom, ribarstvom, kamenarstvom i trgovinom. Mletačka vladavina na Braču trajala je gotovo četiri stoljeća, od 1420. – 1797. Presudan događaj bila su osvajanja Turaka koji su se u 16. st. zalijetali sve do mora.
Nakon pada Bosne stanovništvo bježi u Dalmaciju, a mnogi dalje na otoke, osobito na Brač, a među njima se posebno ističu Poljičani i Omišani. Tada dolazi do premještanja bračkih naselja iz unutrašnjosti na obalu otoka, a stvaraju se i nova naselja: Bol, Milna, Postira, Povlja, Pučišća, Splitska, Sumartin, Supetar i Sutivan.

### Novija povijest
Nakon prestanka turske opasnosti u Dalmaciji u 18. st., razvijaju su bračka obalna naselja u male gradove. Rasadišta pismenosti i kulture bili su samostani u Povljima, Pučišćima, Sumartinu, Bolu i u pustinjačkim naseljima u Blacima, Dračevoj luci i dr.
Francuska uprava na otoku Braču (1805-1813) uslijedila je nakon sloma Mletačke Republike 1797. i trajala je sve do Napoleonova sloma 1813. Bečkim kongresom 1814. Brač i cijela Dalmacija pripali su Austriji. Austo-ugarska uprava je 1827. prijemestila glavnu upravnu ulogu iz Nerežišća na Supetar.
U proljeće 1941. Brač je okupirala talijanska vojska. Sljedeće godine organizirani su u svim mjestima narodnooslobodilački odbori i poduzimaju se borbene akcije protiv okupatora. Talijani zbog toga uhićuju i strijeljaju stanovništvo i spaljuju Selca (strahoviti požar, opisan u pjesmama), Novo Selo, Gornji Humac, Pražnica, Pučišća, Dračevicu i Bol.
Nakon kapitulacije Italije u jesen 1943. narod razoružava talijansku vojsku i oslobađa otok nekoliko mjeseci, do dolaska ustaša (u listopadu). U siječnju 1944. dolazi do njemačke okupacije. U lipnju 1944. započinje desant s Visa na Brač, na kojemu je smješteno 1800 njemačkih vojnika. Do 18. srpnja 1944. osvojen je i oslobođen cijeli Brač.

### Brač u Domovinskom ratu
U ljeto 1991. Hrvatsku je napala jugoslavenska vojska. 
Nakon osvajanja topničkih bitnica Jugoslavenske ratne mornarice (JRM), tijekom listopada 1991. uređeni su i posjednuti paljbeni položaji obalnog topništva na Šolti koji su ubrzo zatim djelovali u pomorskom Boju u Splitskom kanalu s početka Domovinskog rata. Bitka se odvila između snaga Hrvatske ratne mornarice (HRM) i znatno nadmoćnijih snaga JRM 14. i 15. studenog 1991. godine u Splitskom kanalu.
Bračani su organizirali obrambene jedinice i započeli s diverzijama na ratne brodove postavljene pred otokom, koji su 14. i 15. studenoga 1991. bombardirali zapadni dio Brača (okolicu Milne i Bračku stranu Splitskih vrata) te Split. Smrtno je nastradao jedan mladi branitelj na otoku. Branitelji s Brača tada obaraju 2 aviona jugo-armije. U daljnjoj borbi i otporu agresiji po svim su hrvatskim bojištima ravnopravno sudjelovali i brački branitelji.
Nakon rata, otok Brač se uključuje u Splitsko-dalmatinsku županiju, a administrativno je podijeljen na grad Supetar i općine Milna, Sutivan, Nerežišča, Postira, Bol, Pučišća i Selca.

## Kultura
Iz razdoblja ranog srednjeg vijeka, kada na otok dolaze Neretvani i Hrvati djeluje na otoku više samostana, a sačuvane su i mnoge crkvice koje se danas mogu vidjeti razbacane po unutrašnjosti otoka. Društveni razvitak i kultura bračkog stanovništva ogledaju se u Bračkom statutu koji je organizirao život stanovništva od 13. do 18. stoljeća.
Razvijena kultura stanovanja na Braču vidljiva je na palačama bračkog plemstva, kao i na skromnoj arhitekturi bračkih pomorca, težaka i ribara. Ne samo pojedine stambene građevine, nego i cijela naselja koja se od 16. stoljeća oblikuju na obalama otoka, ukazuju na razvijeni stupanj urbanističke i općenito kulturne svijesti otočkog stanovništva. Treba spomenuti i poznatu Pustinju Blaca koja je jedan od mogućih hrvatskih kandidata za uvrštenje u UNESCO spomeničku baštinu, kao i Zmajevu ili Dragonjinu spilju.
Renesansna kultura i umjetnost cvali su na otoku kao i na cijelom dalmatinskom primorju. Ostavili su svjedočanstva u crkvama, crkvicama i palačama, kao i u skulpturama i reljefima po brojnim otočkim crkvama. Brački su kamenolomi privukli slavne renesansne graditelje i kipare koji su djelovali u Dalmaciji, poput Jurja Dalmatinca, Andrije Alešija i Nikole Firentinca, pa se njihova djela nalaze po cijelom otoku.
U doba buđenja nacionalne svijesti u drugoj polovici 19. stoljeća, centri kulture i književnosti postaju hrvatske čitaonice po bračkim gradićima. U rujnu 1868. godine osnovana je prva hrvatska čitaonica u Pučišćima, među prvima u Dalmaciji, pod imenom Hrvatski skup, a na inicijativu tadašnjeg pučiškog župnika don Petra Lukšića i pučiškog glavara Mihovila Mora. U žaru panslavenstva Selčani podižu 1911. godine prvi spomenik ruskom književniku Lavu Tolstoju.
Na Braču je djetinjstvo proveo i veliki hrvatski pjesnik Vladimir Nazor (1876. – 1949.).
Povijesno-kulturni spomenici Brača nalaze se u Zavičajnom muzeju otoka Brača u Škripu, a djela bračkih umjetnika i onih koji su djelovali na otoku u Galeriji "Branislav Dešković" u Bolu.
Od velikog značenja za poznavanje prošlosti otoka su i redovita izdanja Bračkog zbornika.

## Gospodarstvo
Na Braču su oduvijek bili najzastupljeniji stočarstvo, uzgoj vinove loze i maslina, uz kamenarstvo. Plinije Stariji u svojem djelu Naturalis Historia kaže ...capris laudata Brattia... (po kozama slavni Brač; NH III, 151) Na to ukazuju i brojni arheološki nalazi. U rimsko doba bila je raširena eksploatacija bračkog kamena koji je korišten diljem Rimskog Carstva.
Tijekom srednjeg vijeka stanovništvo otoka bavilo se osim toga i šumarstvom, poljoprivredom, ribarstvom i trgovinom. Godine 1423. bilo je omeđeno i privatnicima dodijeljeno 114 pašnjaka, ali samo za napasivanje stoke, dok su svi drugi stanovnici i dalje na njima mogli sjeći drva za vilice i za kućnu uporabu, napasivati goveda za oranje i kopitare. Prema statističkim podacima iz 1796. godine na Braču je bilo 73 goveda, 94 svinje, 3 041 ovca i koza, 12 konja i 750 mula, mazgi i magaraca. Godine 1780. otok je imao 40 patentiranih brodova, a 1796. bračko se brodarstvo sastojalo od 52 patentirane lađe, i to od pet nava, 4 polake, 22 briga i brigantina, 1 tartanane, 1 galete te 19 pjelega i trabakula. Od 37 nepatentiranih lađa bila su 32 pjelega i trabakula i 5 bracera, sveukupno 89 brodova. Ribarskih i mnogih drugih manjih lađa moralo je biti puno više.
U 19. stoljeću dolazi do napretka poljoprivrede, ribarstva, pomorstva i trgovine. Zlatno doba bračkog vinogradarstva je od šezdesetih do devedesetih godina, osobito kada bolest loze uništava francuske i talijanske vinograde, pa se bračko vino izvozi u te zemlje. A zatim dolazi do katastrofe. Parobrodi uništavaju jedrenjake kojih je na Braču bilo mnogo. Na otok dolazi filoksera što uzrokuje masovne emigracija Bračana u Sjevernu i Južnu Ameriku, osobito u Čile.
U trogodištu 1858. – 1860. na Braču se proizvelo 15 320 emera maslinova ulja u vrijednosti 360 000 forinti, a u idućem trogodištu 11 192 emera ulja u vrijednosti od 286 320 forinti. Krajem stoljeća, 1893., Bol je proizvodio 50 hektolitara, Milna 3 000, Nerežišća 53, Postira 1 100, Pučišća 1 000, Selca 3 000, Supetar 2 700 i Sutivan 3 500 hektolitara ulja, ukupno 14 403 hektolitra. Godine 1893. površina pod vinogradima obuhvaća 12 156 ha. Bol je tada proizvodio 12 650 hektolitara vina, Milna 20 000, Nerežišća 15 800, Postira 10 000, Pučišća 15 000, Selca 20 500, Supetar 8 000, a Sutivan 9 300; ukupno 111 250 hektolitara vina.
Godine 1855. bilo je na Braču 10 konja, 20 ždrijebadi, 181 kobila, 983 mule, 680 magaraca, 6 bikova, 209 goveda, 130 krava, 884 svinje, 6 923 ovce i 1 671 koza. Već 1872. bilo je 76 konja, 1 203 mule i mazge, 773 magarca, 105 goveda, 7 876 ovaca, 1 406 koza i 371 svinja. 21 godinu kasnije na otoku je bilo 80 konja, 1 808 mazgi i mula, 820 magaraca, 118 goveda, 4 597 ovaca, 481 koza i 935 svinja. Oko 1860. Brač je proizvodio 1 650 funti meda i 440 funti voska.
U Bobovišćima, u Vičjoj Luci, gajile su se kamenice i dagnje, pa se od toga npr. 1911. dobilo do 30 000 komada u vrijednosti od 900 kruna. Godine 1893. otok je posjedovao 70 ribarskih brodova i 110 raznih mreža u vrijednosti od 29 704 forinte, a bilo je zaposleno 565 ribara. Kasnije pak, 1911., bilo je 28 ljetnih trata, 129 srdelara, 31 migavica i 248 poponica. Sutivan je imao 14, Supetar 9, Spliska 8, Postira 16, Pučišća 7, Povlja 9, Milna 43, Bol 26 i Sumartin 14 ribarskih brodova, na kojima je u Sutivanu bilo zaposleno 69, u Supetru 19, u Spliskoj 38, Postirima 68, Pučišćima 34, Povljima 51, Milni 180, Bolu 150 i u Sumartinu 84 ribara. Najviše se lovila plava riba: srdele, skuše, lokarde i inćuni, zatim jaglice, girice i bukve, sipe, lignje i hobotnice, raže i ugori te u manjim količinama trilje, skarpine, zubaci i jastozi. Najveći dio plave ribe se solio u Bačvicama i izvozio u Italiju. Milna je npr. u razdoblju od 1907. do 1910. godine izvezla 17 290 kg, Bol 11 200, Postira 29 900 a Pučišća 3 970 kg slane ribe.
Brač je 1797. godine posjedovao 90 velikih brodova. Godine 1853. sagrađena je u milnarskome brodogradilištu bracera od 11 tona, a 1854. dva broda od ukupno 93 tone. Druga dva broda te godine sagrađena bili su Mitridato od 48 t i Union od 45 t. Dvije godine kasnije sagrađen je S. Biaggio od 47 tona, a 1862. Skenderbeg od 78 tona. U razdoblju od 1853. do 1863. sagrađeno je u milnarskom brodogradilištu 16 brodova ukupne nosivosti 1 752 tone. Najveći dio brodova koji su se 1863. nalazili u pomorskom gospodarstvu bili su sagrađeni u Milni, 24 broda ukupne nosivosti od 1 328 tona.
Tijekom 1960-ih i 1970-ih godina započinju nastojanja da se poboljša život otočana i zaustavi iseljavanje. Osnovni preduvjeti tome bili su pripojenje otoka na kopnenu električnu i vodovodnu mrežu. Daljnji doprinos razvitku komunikacija, a time i privrede i turizma, bila je izgradnja asfaltiranih cesta po cijelom otoku i česta trajektna veza s kopnom.
Ribarstvo se unaprijedilo pa je sada godišnji ulov ribe iznosio preko 1000 tona, koja se djelomično konzervira u tvornicama u Postirima i Milni.
Započelo se obnovom zapuštenog šumarstva, ovčarstva i kozarstva.
Na Braču danas ima 500.000 stabala maslina.

### Brački kamen
Tradicionalno iskorištavanje bračkog kamena (mramora) provodi se suvremenom tehnologijom. Dok se pedesetih godina proizvodilo oko 5000 m³ kamenih blokova, proizvodnja se popela na 17000 m³ blokova i preko 300 000 m² piljenih kamenih ploča. Brački kamen u svijetu je postao slavan zbog svoje kvalitete.
Obnovom i otvaranjem novih manjih industrijskih i zanatskih pogona uspjelo se zaustaviti iseljavanje stanovništva. Tako je u Nerežišćima osnovana tvornica bombona, žvakaćih guma i konfekcije; u Sutivanu tvornica plastičnih masa; u Selcima pogon građevinske stolarije, a u Sumartinu i Milni dva manja brodogradilišta. Posebne mogućnosti razvitka Brač je našao u turističkoj privredi. Najpoznatije turističko mjesto je svakako Bol sa svjetski poznatom plažom Zlatni rat.

## Šport
- Ragbi klub Brač
- vaterpolski klub "Pučišća"
- Nogometni klub Postira Sardi
- Nogometni klub Jadran Supetar
- Karate klub Brač
- boćarski klub
- MNK Bol
- MNK Fortuna Povlja

## Poznati Bračani
- Arsen Bauk, bivši ministar u Ministarstvu državne uprave (rođ. 1973.)
- Branko Belan, filmski redatelj i novelist (1912.–1986.)
- Trifun Bokanić, klesar i graditelj (1575.–1609.)
- Frane Bonačić, svećenik-pravnik (1724.–1788.)
- Juraj Bonači, mornarički časnik (1903.–1971.)
- Luka Bonačić Dorić, čileanski povjesničar i pisac (1884.−1961.)
- Jerolim Blaž Bonačić, biskup i književnik (1709.–1762.)
- Gajo Bulat, odvjetnik i političar (1836.–1900.)
- Jorjo Cerinić, pjesnik (1914.–?)
- Branislav Dešković, kipar (1883.–1939.)
- John Owen Dominis, havajski guverner i princ-suprug (1832.–1891.)
- Andre Dorotić, političar, filozof i politički pisac (1761.–1837.)
- Branimir Dorotić, slikar, ilustrator, i pedagog (rođ. 1951.)
- don Nikola Eterović, nadbiskup i apostolski nuncij (rođ. 1951.)
- Ramón Díaz Eterović, čileanski pisac (rođ. 1956.)
- don Đorđo Gospodnetić, svećenik i mučenik (1910.–1941.)
- Petar Hranuelli, kipar i umjetnik stakla (rođ. 1975.)
- Žan Jakopač, glazbenik i televizijski voditelj (rođ. 1967.)
- Ida Stipčić Jakšić, modna dizajnerica (rođ. 1959.)
- Ivica Jakšić - Puko, umjetnik (rođ. 1955.)
- Andre Jutronić, geograf (1895.–1977.)
- Miro Kačić, jezikoslovac (1946.–2001.)
- Duško Kečkemet, povjesničar umjetnosti (1923.–2020.)
- Branko Lentić, novinar i redatelj dokumentarnih filmova (1938.–2018.)
- Ivo Lentić, povjesničar umjetnosti (1927.–2008.)
- Milan Lentić, skladatelj, glumac i pisac (1920.–1996.)
- Androniko Lukšić, čileanski poduzetnik (1926.–2005.)
- Ivo Marinković Slavko, profesor, sudionik Narodnooslobodilačke borbe i narodni heroj Jugoslavije (1905.—1943.)
- Ive Marković-Kora, pjesnik i kipar (rođ. 1947.)
- Ante Čedo Martinić, glumac (1960.–2011.)
- Jerko Matulić, rukometaš (rođ. 1990.)
- don Tonči Matulić, svećenik, profesor, i bioetičar (rođ. 1966.)
- Domingo Mihovilović Rajčević, čileanski književnik, glumac i redatelj (1918.–2014.)
- Nicolás Mihovilović Rajčević, čileanski književnik (1916.–1986.)
- Vladimir Nazor, pjesnik i političar (1876.–1949.)
- Tomislav Ostoja, kipar i slikar (rođ. 1931.)
- Jakša Petrić, diplomat i političar (1922.–1993.)
- Stjepan Pulišelić, pjesnik i sociolog (1910.–1998.)
- Antonio Rendic, čileanski pjesnik i humanist (1896.–1993.)
- Ivan Rendić, kipar (1849.–1932.)
- Petar Skansi, košarkaš i trener (rođ. 1943.)
- Ivo Škarić, jezikoslovac i fonetičar (1933.–2009.)
- Antonio Skármeta čileanski pisac (rođ. 1940.)
- Matko Trebotić, slikar (rođ. 1935.)
- Dasen Vrsalović, arheolog (1928.–1981.)
- Dragica Cepernić, nogometašica (rođ. 1981.)

## Zanimljivosti
- Brački je kamen korišten za gradnju mnogih znamenitih građevina u svijetu kao što je na primjer Dioklecijanova palača u Splitu, predvorje zgrade Ujedinjenih Naroda, tako su s vremenom su nastale i tvrdnje da je korišten za izgradnju Bijele kuće u Washingtonu,[15] iako ne postoje nikakvi povijesni podatci koji bi to potvrdili s obzirom na to da dokumenti o izgradnji Bijele kuće tvrde da materijal za njezinu izgradnju potječe iz američkih saveznih država Maryland i Virginia.[16]
- Brač se kao otok izdvaja po broju knjižnica. Prema statistikama prosjek iznosi 5 knjiga po glavi stanovnika, što otok čini jednom od najbolje knjigom pokrivenih područja.
- Poznato je da su Bračani česti junaci viceva na temu njihove škrtosti. Naravno, njihova "škrtost" proizlazi iz istog takvog života kroz stoljeća - škrte zemlje i teške dostupnosti obradivih površina. Bračani su znali da je humor ono nešto što povezuje teške situacije i čini ih podnošljivijima.
- Kontinentalci odnosno ljudi poznatiji Bračanima kao "Vlaji", a koji su svojedobno zbog neimaštine bili prisiljeni nadničariti kod bogatijih posjednika na otoku Braču su se uglavnom, među Bračkim zemljoposjednicima nazivali "Judi" (ljudi) i obavljali su najteže fizičke poslove koji su se uglavnom sastojali od kopanja vinograda. Spomenuti zemljoposjednici su se međusobno hvalisali pitanjima u smislu koliko tko ima "Judi" na nadnicama te se taj pojam među Bračanima uobičajio za nadničare od preko Bračkog kanala (ponegdje su ih nazivali i "Junacima"). Tako su jednom prilikom dvojica braće iz mjesta Bobovišća plovili brodicom na jedra prema Splitu i po dolasku "pod" rivu stanoviti Splićanin, kako i pristoji, im je htio pomoći prilikom vezivanja brodice za rivu i tom prilikom im se obratio riječima: "Judi bacite cimu" (Ljudi dodajte konop) našto mu je jedan od braće (pomalo uvrijeđen) odgovorio "Nismo mi Judi mi smo Bročani". I od onda Splićani, ali još više "Vlaji" uživaju zadirkivati Bračane izrekom: "Niti je sipa riba niti je Bračanin čovik".

## Manifestacije
- Dani boba i blitve, gastronomska manifestacija koja se održava u mjestima Supetru, Mircima i Splitskoj.
- Vanka regule, outdoor adventure sport & film festival koji se održava svake godine u Sutivanu.

## Poveznice
- 10645 Brač, asteroid glavnog pojasa nazvan po otoku
- Radio Brač, popularna radio postaja, koja emitira iz Supetra i Splita

## Vanjske poveznice
- Otkrijte Brač  Arhivirana inačica izvorne stranice od 18. svibnja 2008. (Wayback Machine) Lokacije i prirodne ljepote na otoku
- Braconline.com  Arhivirana inačica izvorne stranice od 20. veljače 2020. (Wayback Machine)
- Bracinfo Informacije u Braču
- Zrakoplovna luka Brač

### Ostali projekti
|  | Zajednički poslužitelj ima još gradiva o temi Brač |